# لهاسا
لهاسا (در تبتی: ལྷ་ས་، چینی: 拉萨.pinyin:Lāsà) پایتخت تبت، منطقهٔ شهری تابع «شهر در سطح ولایت لهاسا»، و مرکز معنوی دین بودایی است. هم‌اکنون شهر لهاسا در خاک و قلمرو جمهوری خلق چین قرار دارد، و به عنوان مرکز منظقه خودمختار تبت نامیده می‌شود.
برای تمیز قائل شدن بین شهر لهاسا و واحد تقسیمات اداری مافوق موسوم به «شهر در سطح ولایت» لهاسا، نام رسمی منطقهٔ شهری تبت، منطقه چِنگگوان (به تبتی: ཁྲིན་ཀོན་ཆུས།، نویسه‌گردانی «ویلی»:	khrin kon chus، پین‌یین تبتی: Chingoin Qü)(به چینی: 城关区، به پین‌یین: Chéngguān Qū) است.

## جغرافیا
لهاسا در  شمال هیمالیا قرار دارد و به دلیل قرار گیری در ارتفاع ۳٬۶۵۰ متری از سطح دریا  دسترسی به آن محدود است و این امر سبب دست نخوردگی فرهنگی شهر طی هزار سال شده است.
لهاسا در زبان تبتی به معنای «شهر بودا»، «سرزمین مقدس» است.

## آب و هوا
پهنای جغرافیایی لهاسا برابر جنوب ایالات متحده است. دره‌های مرکزی رودخانه‌های تبت در تابستان گرم است و حتی در سردترین ماه‌های زمستان بالاتر از درجهٔ انجماد قرار دارد.

## محیط
آخرین گروه بازمانده از عشایر تبتی به نام دروکپا همراه با گله‌های خود در چراگاه‌های اطراف حضور دارند. در نواحی پست محصولات کشاورزی از جمله جو، گندم، نخود سیاه، لوبیا و خردل کشت می‌شود. غذای اصلی و سنتی مردمان لهاسا ترکیبی از آرد جو به نام تزامپا است

## معابد و صومعه ها
لهاسا مرکز معنوی بودایی ها است.

## اعتراضات اجتماعی به اشغال تبت
راهبان بودایی در اعتراض به سیاست‌های جمهوری خلق چین در اشغال تبت، هرساله اعتراض خود را به حاکمیت ۶۰ ساله چین با موجی از خودسوزی‌ها نشان می‌دهند.

## نگارخانه

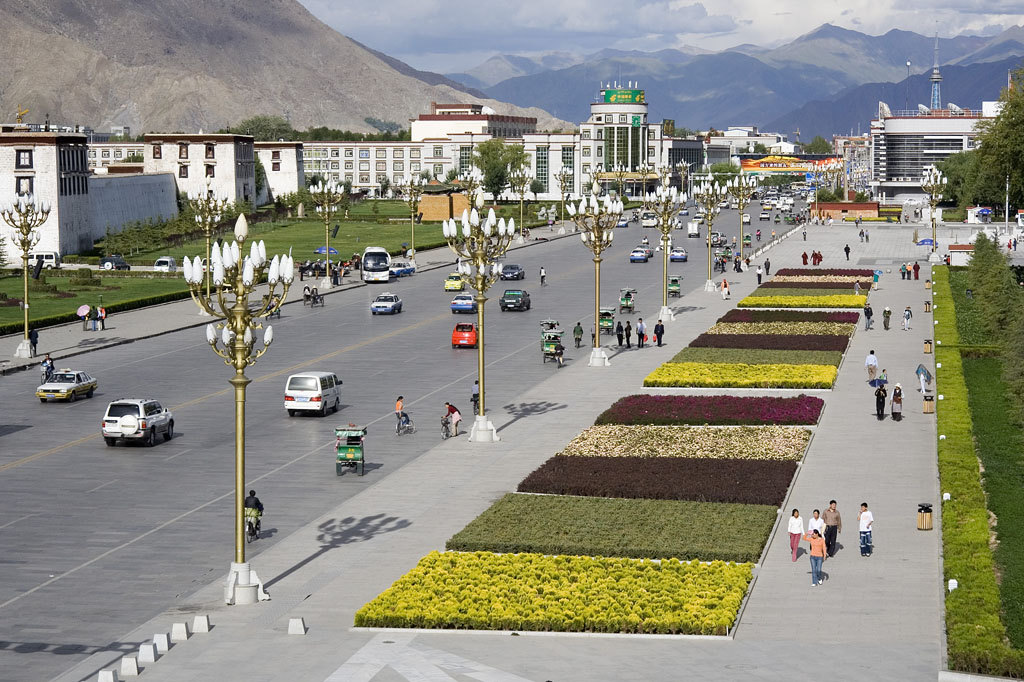
نمایی از خیابان اصلی شهر لهاسا
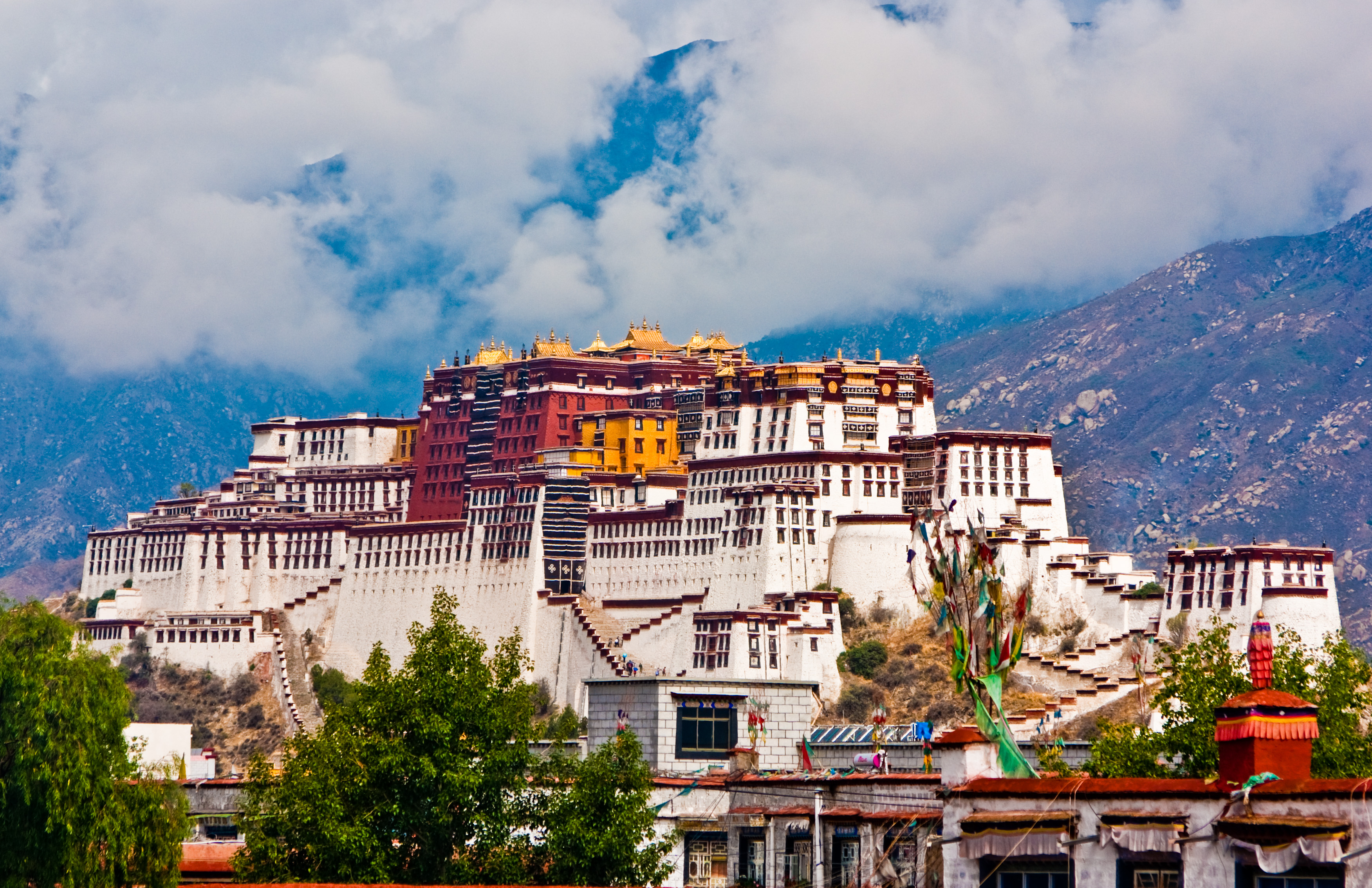
دورنمایی از صومعه قصر پوتالا
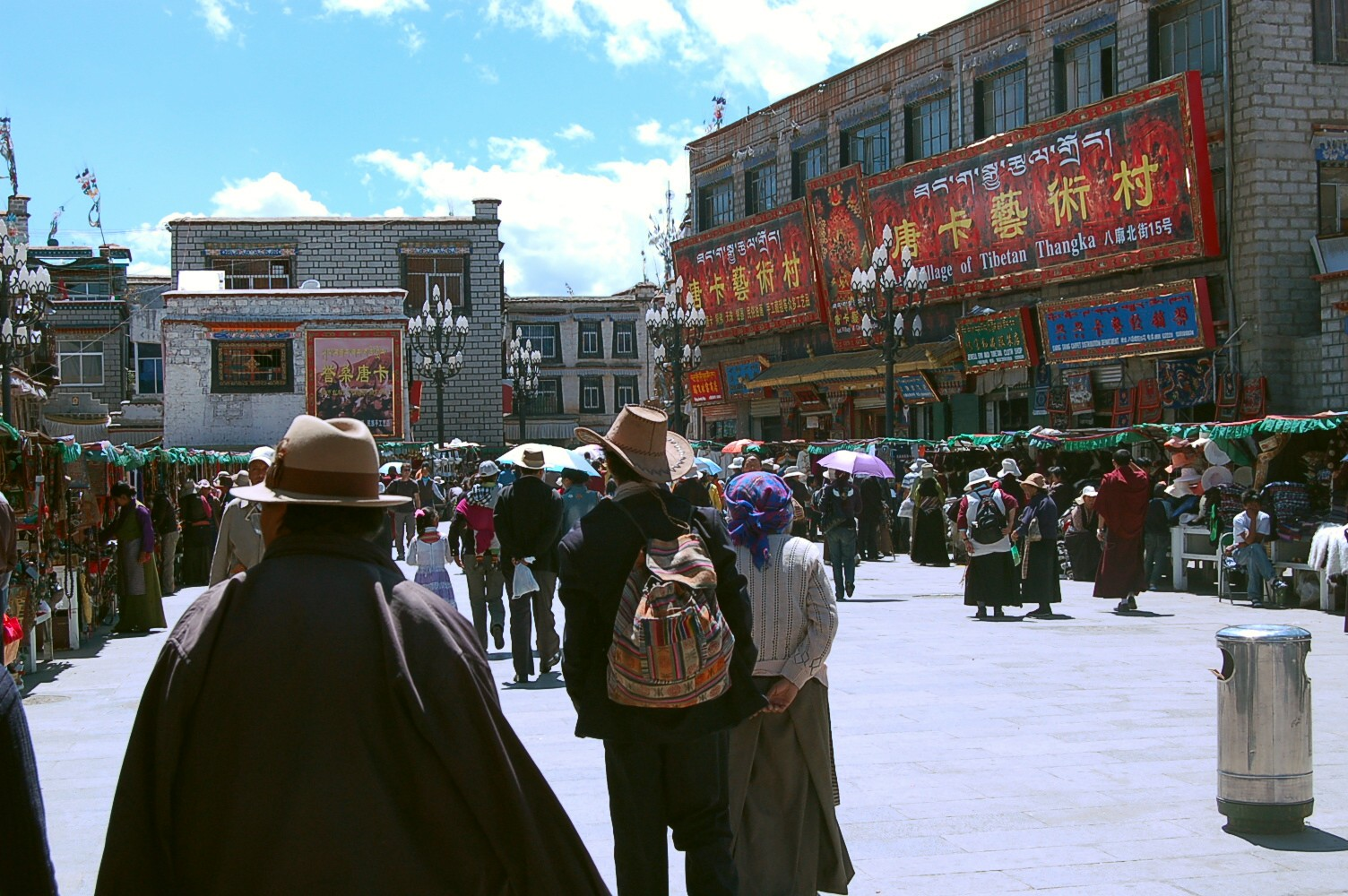
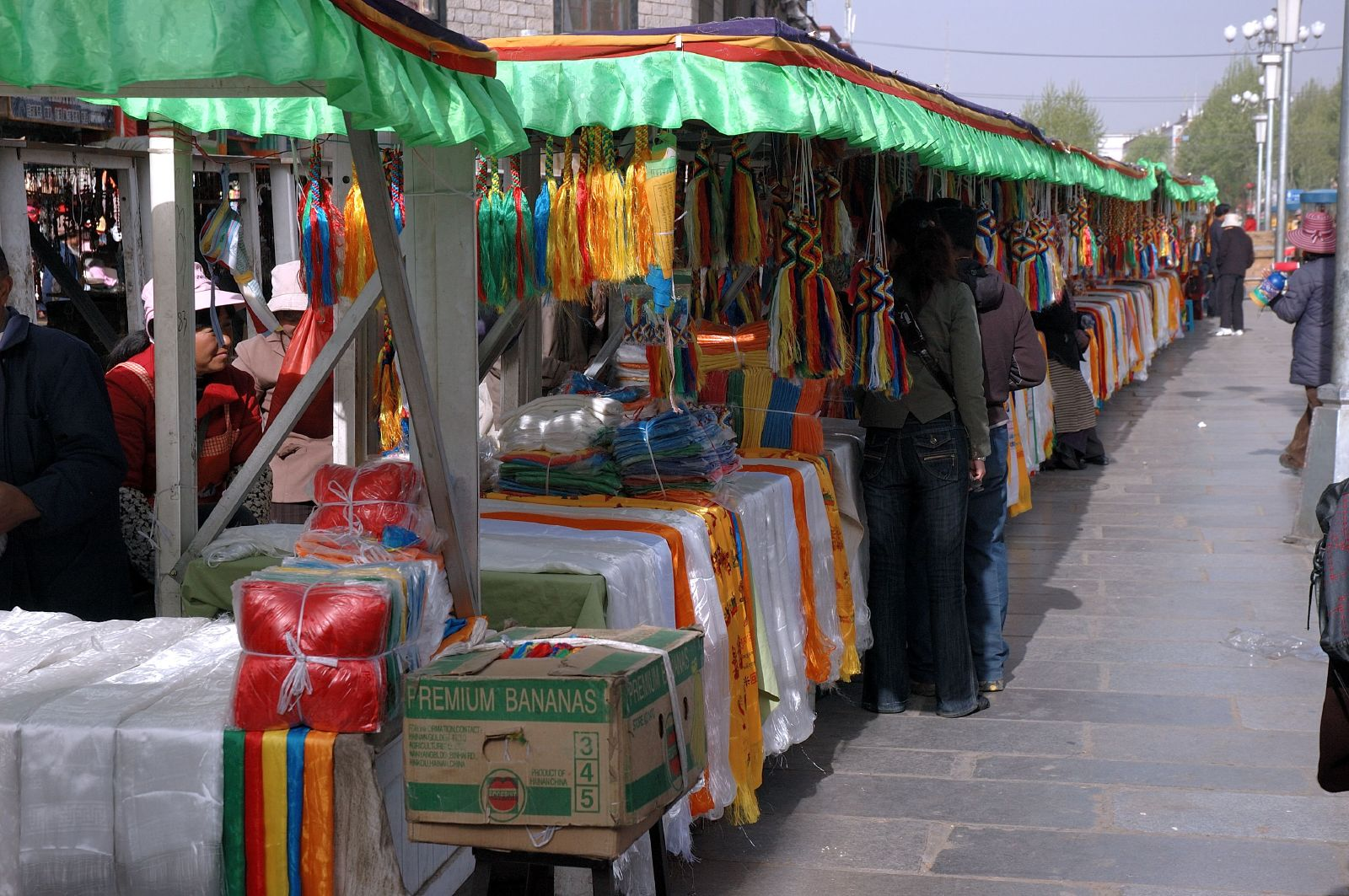
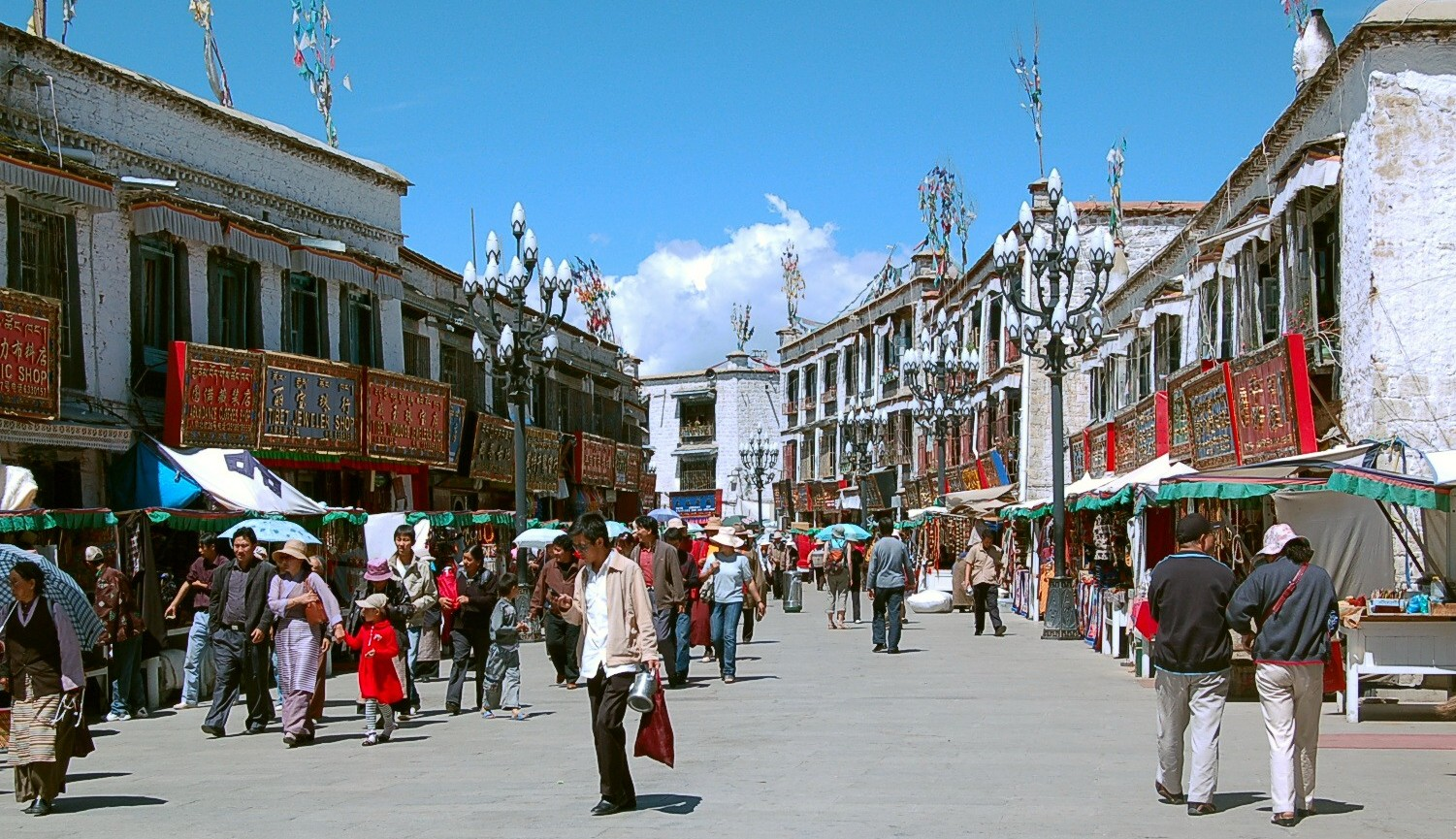
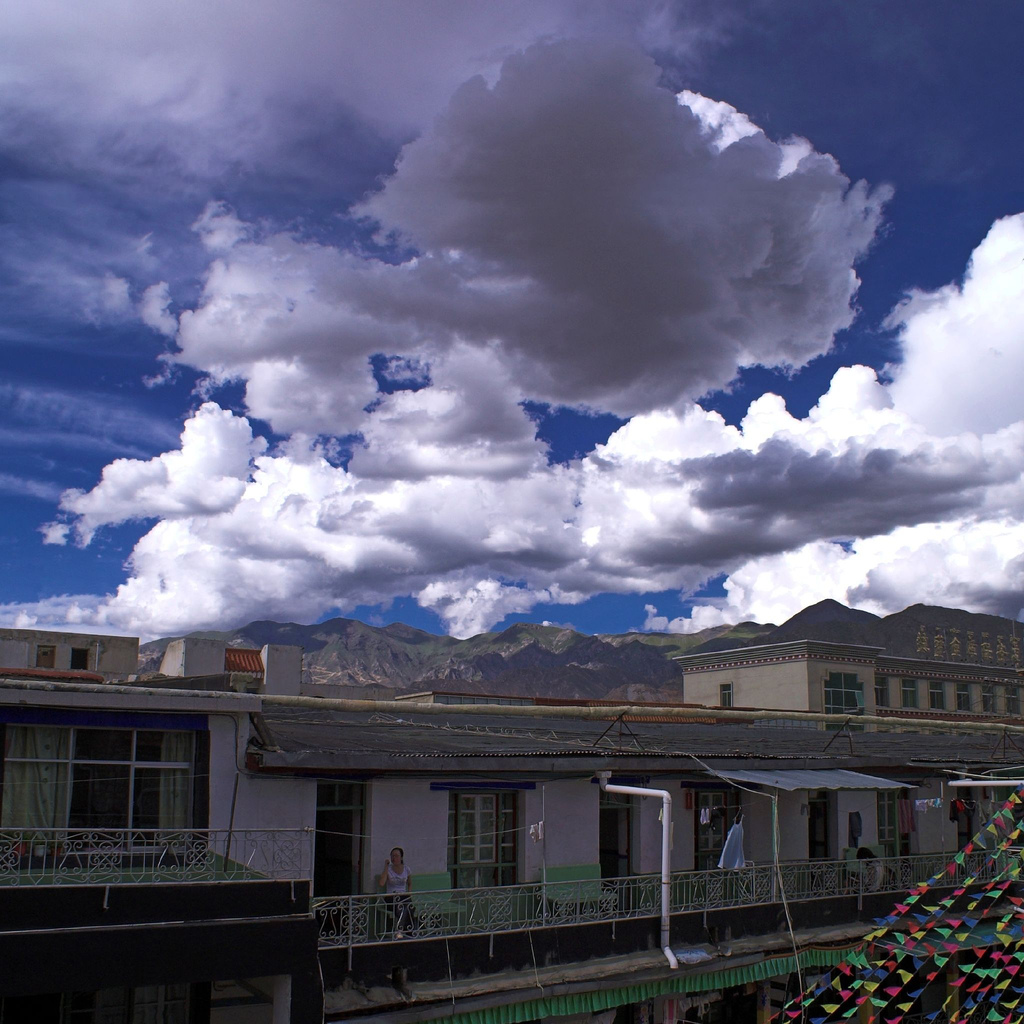
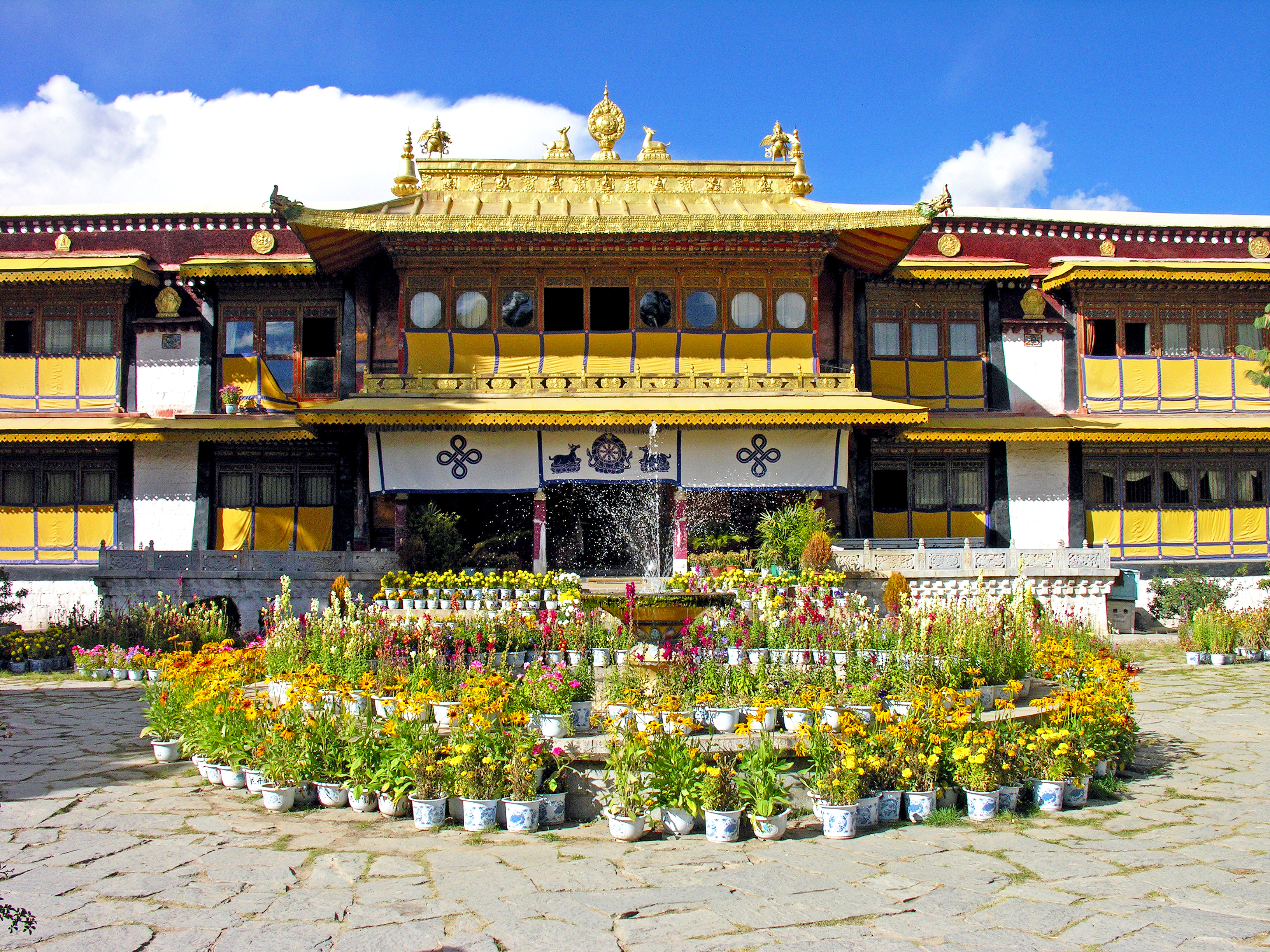
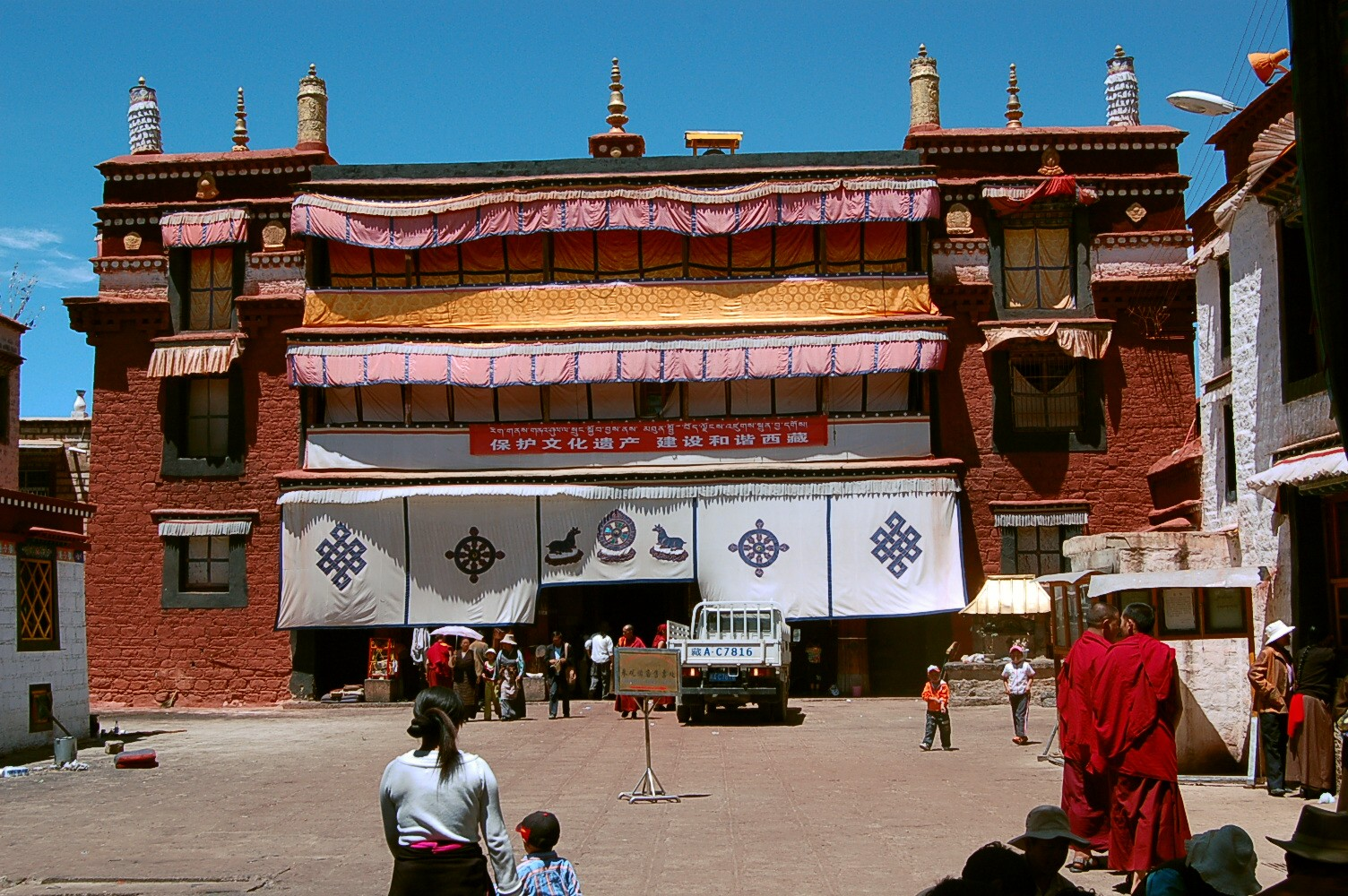
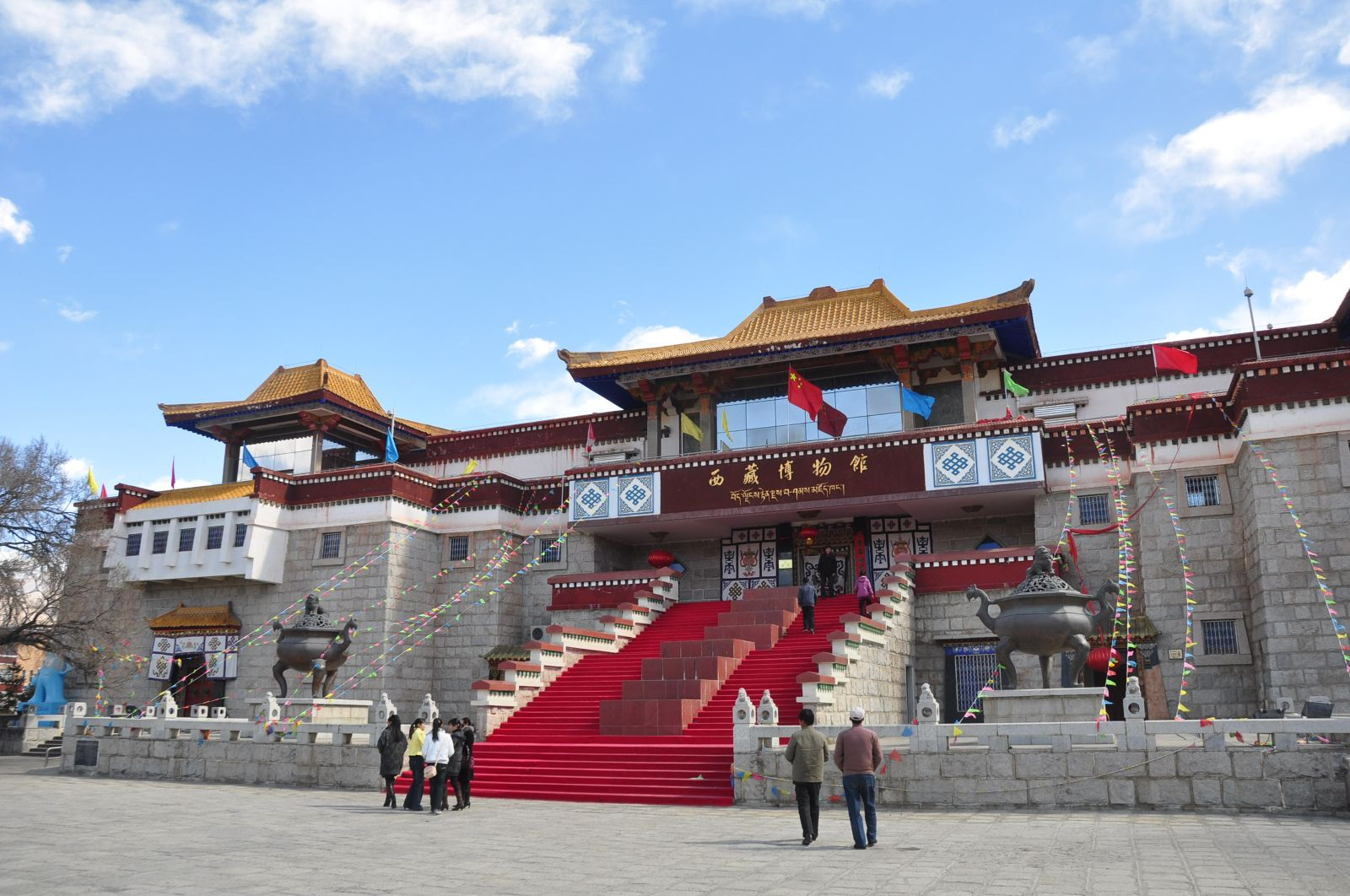
موزه لهاسا
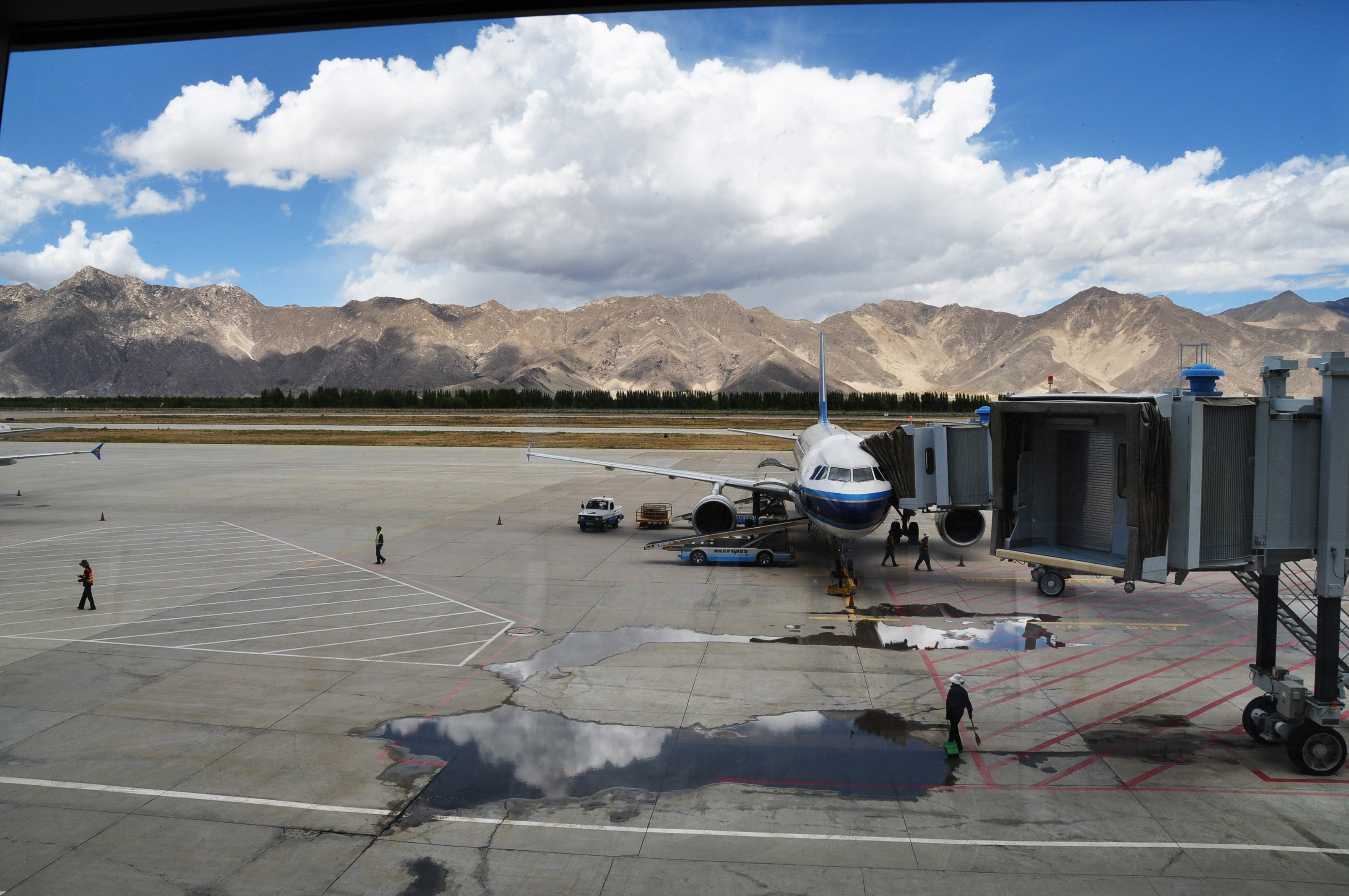
فرودگاه لهاسا گونگار
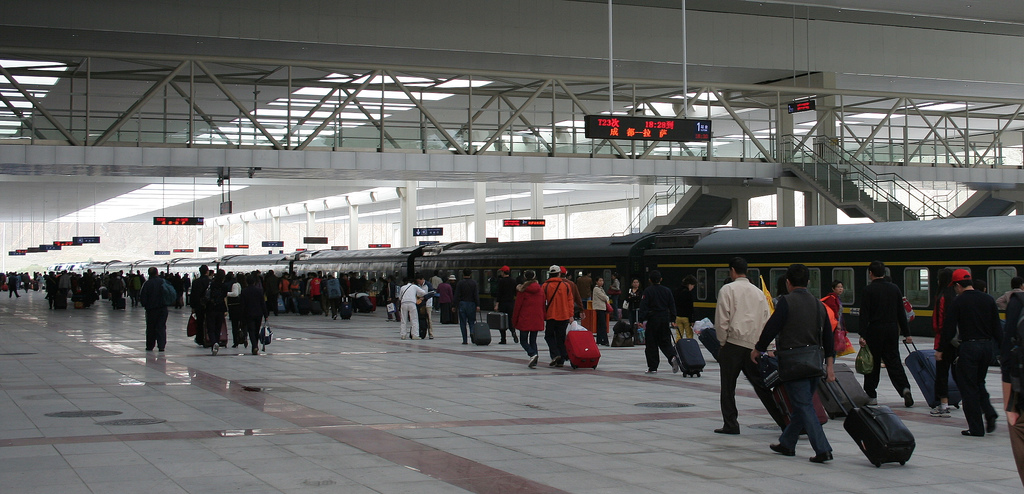
ایستگاه راه‌آهن لهاسا
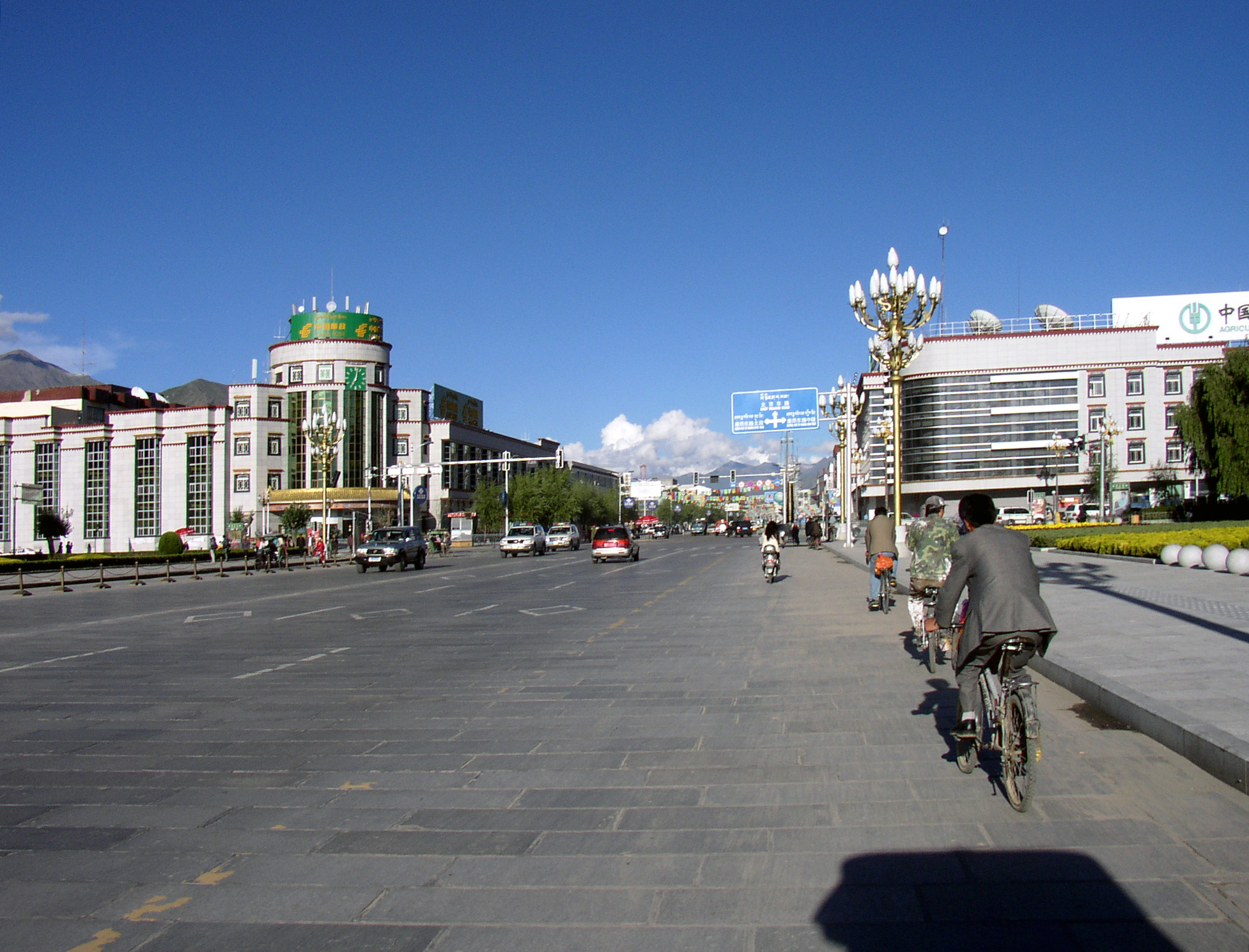
یکی از خیابان‌های اصلی
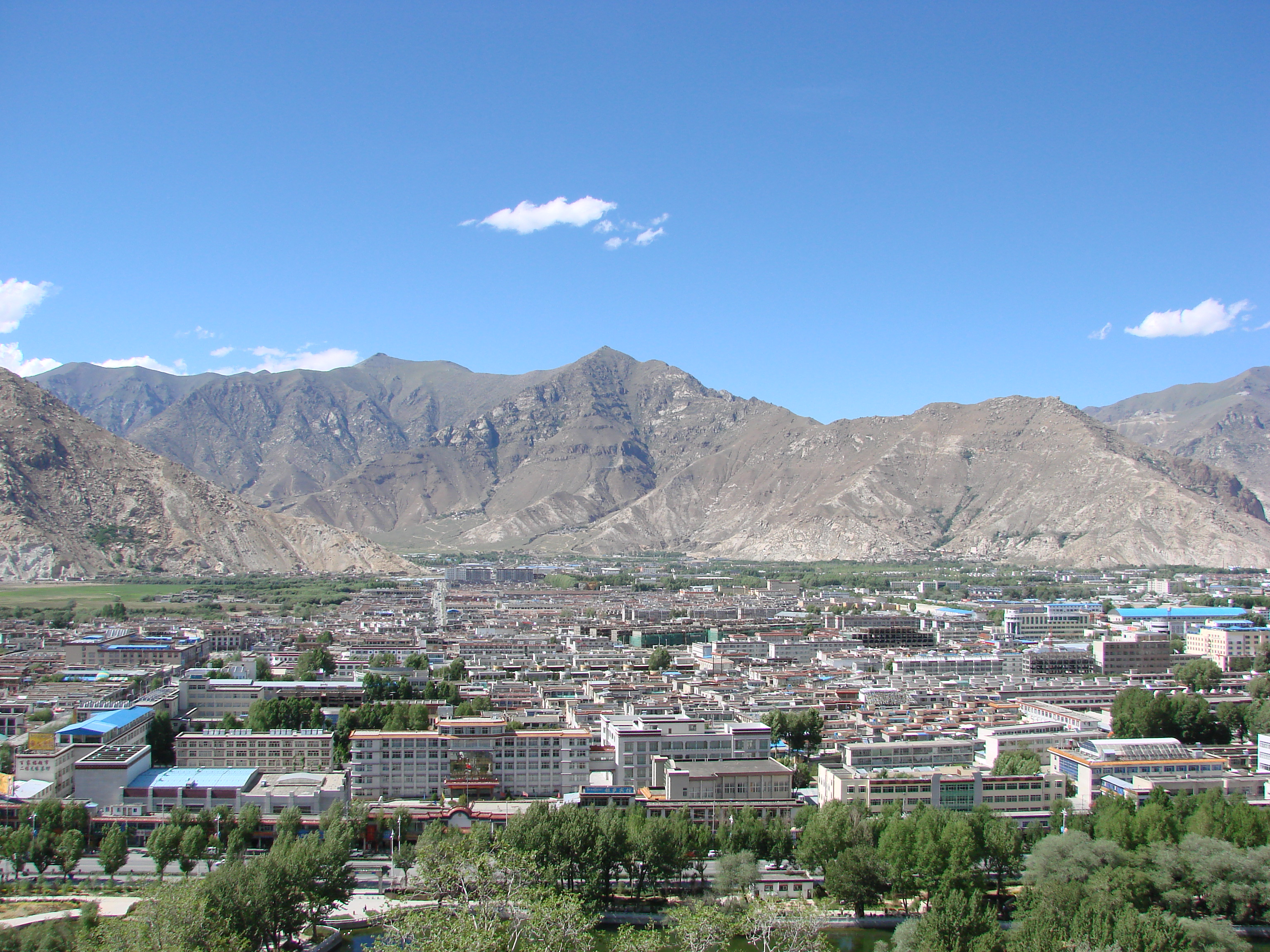